# Trichoptya terminata
Trichoptya terminata là một loài bướm đêm trong họ Noctuidae.